# بورلی آدلند
بورلی آدلند (انگلیسی: Beverly Elaine Aadland؛ ۱۶ سپتامبر ۱۹۴۲ – ۵ ژانویهٔ ۲۰۱۰) یک هنرپیشه اهل ایالات متحده آمریکا بود.